# Санта Марија дела Неве (Терамо)
Санта Марија дела Неве (итал. Santa Maria della Neve) је насеље у Италији у округу Терамо, региону Абруцо.
Према процени из 2011. у насељу је живело 46 становника. Насеље се налази на надморској висини од 598 м.